# فحص كلايهاور- بيتكه
فحص كلايهاور- بيتكه
(اختبار KB اختصاراً)، أو صبغة كلايهاور- بيتكه، أو اختبار كلايهاور أو اختبار التملص من الحمض (acid elusion test)، هو فحص للدم يستخدم لقياس كمية الهيموغلوبين الجنيني المنتقل من الجنين إلى دم الأم. يتم اجراءه بالعادة على الأم التي تكون فصيلة دمها سالبة (Rh negative)، وذلك لتحديد الجرعة اللازمة من حقنة الاجسام المضادة Rho immunoglobulin أو Rh Ig، والتي يتم اعطاءها لمنع جسم الأم من تكوين أجسام مضادة طبيعية من نوع Rh antibodies مما قد يؤدي إلى مرض Rh في الأطفال الذين ستحمل بهم الأم في المستقبل إذا كانت فصيلة دمهم موجبة Rh positive.)

## تفاصيل الفحص
اختبار KB هو الطريقة الأساسية المستخدمة لتحديد كمية النزيف الجنيني المتسرب إلى دم الأم. يعتمد الاختبار على قدرة الهيموغلوبين الجنيني على مقاومة الحمض أكثر من هيموغلوبين الأم.
يتم في هذا الاختبار تحضير مسحة دم تقليدية من دم الأم، وتعريضها لحمام حامضي. الحمض يعمل على إزالة الهيموغلوبين الخاص بالأم من خلايا الدم الحمراء ويبقي على الهيموغلوبين الجنيني. ثم بعد ذلك يتم صبغ العينة بطريقة Shepard (Shepard’s method) مما يجعل خلايا الدم الحمراء الجنينية التي تحتوي على الهيموغلوبين الجنيني تظهر باللون الوردي- الزهري، بينما خلايا الدم الحمراء الخاصة بالأم تظهر ك «أشباح». يتم عد 2000 خلية دم حمراء تحت المجهر ومن ثم يمكن حساب نسبة الخلايا الجنينية إلى خلايا الأم.
عند الأمهات التي تكون نتيجة الاختبار موجبة لوجود دم جنيني في دمها، يجب متابعتها في فترة ما بعد الولادة وفحصها مرة أخرى للتأكد من عدم حدوث نتيجة موجبة خاطئة في المرة الأولى. حيث قد تكون نتيجة هذا الاختبار موجبة بشكل خاطئ نتيجة لعملية تحدث داخل الأم تجعل الجسم يصنع هيموغلوبين جنيني بنسبة مرتفعة، مثلاُ إذا كانت حاملة لصفةفقر الدم المنجلي في جيناتها (sickle cell trait).
بالمقارنة مع التقنيات الأكثر تطورأ والأغلى سعرأ مثل flow cytometry، فإن اختبار صبغة KB كغيره من التقنيات الأكثر تطوراً، يعتبر حساس بشكل كبير من ناحية ضبط حالات النزيف الجنيني في دم الأم fetomaternal hemorrhage. بعض الأخطاء في عد الخلايا الظاهرة على الخلفية في المجهر قد تؤدي إلى تقدير خاطئ بفقدان حوالي 5 ميلليلتر من الدم الجنيني بالرغم من أنه قد لا يوجد فقد دم من الجنين على الإطلاق، ولكن الطرق المتوفرة حاليا في معظم المختبرات تقر بالاحتمالية الضئيلة جداً أن تكون نتيجة الفحص موجبة بشكل خاطئ عندما يتم إجراء الفحص مرة أخرى في حالة النزيف الجنيني الشديد في الأم.

## الاستخدامات
تقدير شدة النزيف الجنيني في دم الأم.
إذا كان الفحص موجباً للنزيف الجنيني، يجب تحديد ما إذا كان النزيف هو سبب وفاة الجنين، وذلك من خلال حساب نسبة حجم الدم المفقود من الجنين، ويتم ضبط عملية الحساب التقديرية بمراعاة النقاط التالية:
-	حجم خلية الدم الحمراء الجنينية أكبر من خلية الدم الحمراء عند البالغين بمقدار 122%.
-	صبغة KB معروفة بمعدل نجاح يبلغ 92% في ضبط خلايا الدم الحمراء الجنينية.
-	في المرأة الحامل التي بلغت موعد الولادة الطبيعي أو قاربت على ذلك، يكون معدل حجم خلايا الدم الحمراء في دمها حوالي 1800 مليلتر.
-	معدل نسبة حجم خلايا الدم الحمراء إلى الحجم الكلي للدم hematocrit في دم الجنين يساوي 50%.
-	في المواليد الأموات، يكون معدل حجم الدم في الجنين يساوي 150 مليليتر لكل كيلوغرام من وزن الجنين.
بمراعاة النقاط السابقة، تنتج لدينا المعادلة التالية:

حيث:
PFB : نسبة الدم المفقود من الجنين
FC: عدد خلايا الدم الحمراء الجنينية التي تم مشاهدتها
MC: عدد خلايا الدم الحمراء للأم التي تم مشاهدتها، وهو يساوي المجموع الكلي لخلايا الدم الحمراء المشاهدة (TC) مطروحاً منه عدد خلايا الدم الحمراء الجنينية(FC). فتصبح المعادلة: MC = TC – FC
FW: وزن الجنين المولود ميتاً بالكيلوغرام.

### تقرير وفاة الجنين داخل الرحم
لنفترض أنه تم عمل اختبار KB وظهر في العينة 5000 خلية دم حمراء كمجموع كلي (TC=5000)، وعدد خلايا الدم الحمراء الجنينية المشاهدة 200 (FC=200). ولنفترض أيضاً أن وزن الجنين الميت الذي يتم معاينته هو 2 كيلوغرام (FW=2). في هذه الحالة يمكننا حساب النسبة التقديرية لكمية فقدان الدم عند الجنين حسب المعادلة السابقة كالتالي:
النتيجة السابقة مقربة إلى 5 ارقام صحيحة. بالتالي يمكننا الوصول إلى نتيجة أن الجنين في المثال السابق قد فقد 66.667% من دمه (أي ثلثي حجم الدم) نتيجة للنزيف الجنيني داخل الأم.
بشكل عام فإن احتمالية وفاة الجنين داخل الرحم تكون عالية عندما تكون نسبة فقدان الدم المحسوبة PFB أكثر أو تساوي 20%، وخصوصا إذا فقد الجنين هذه الكمية من الدم بشكل مفاجئ. ففي المثال السابق يمكننا اشتباه أن سبب وفاة الجنين داخل الرحم هو النزيف الجنيني داخل الأم.
ولكن من الجدير بالذكر أن هذا التشخيص لا يكون أكيد دائماً، حيث أن الأجنة التي تفقد كميات كبيرة من الدم على فترات زمنية طويلة تكون قادرة على تعويض هذه الخسارة البطيئة للدم، حيث أن صبغة KB لا تستطيع إخبارنا بأي شيء فيما يتعلق بحدة النزيف الجنيني وما إذا كان قد حدث على فترة طويلة أو بشكل مفاجئ.
وبالتالي هذا يعني أنه من غير الممكن أن يتم بشكل قاطع أخذ نتيجة فحص KB الموجبة ونسبة الدم المفقود المحسوبة العالية كدليل أكيد على وفاة الجنين داخل الرحم، بالرغم من أنه في كثير من الحالات، وبالأخذ بعين الاعتبار للمعلومات الأخرى، مثل أن يكون هناك تعقيدات وراثية في الحمل عند الام، يمكننا الجزم بنسبة عالية بارتباط النزيف الجنيني داخل الرحم مع وفاة الجنين داخل الرحم، حيث تكون قيمة معامل الارتباط بين النزيف الجنيني ووفاة الجنين في مثل هذه الحالات تساوي +1 تقريباً (Correlation coefficient= +1).

## المشاكل المتعلقة بضبط خلايا الدم الحمراء الجنينية

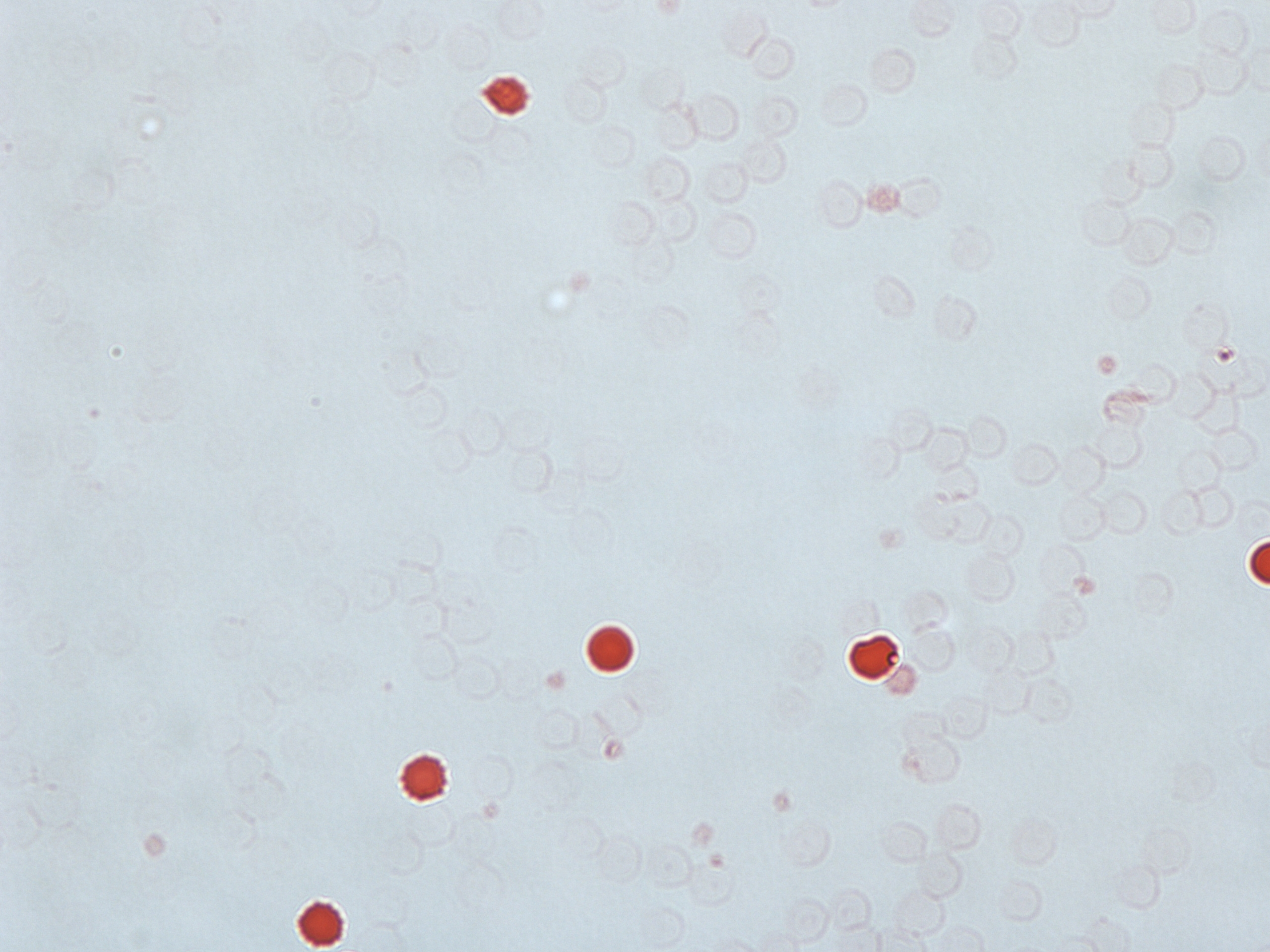
يظهر في الصورة فحص كلايهاور، حيث تظهر خلايا الدم الحمراء الجنينية بلون وردي-زهري، بينما خلايا دم الأم البالغة تظهر ك "أشباح"

بما أن معدل حياة خلية الدم الحمراء متساوي لكل من خلايا الأم وخلايا الجنين داخل دم الأم، فإنه يمكننا الحصول على معلومات مفيدة من نتائج صبغة KB لفترة جيدة من الوقت بعد وفاة الجنين. ولكن في حالة كانت فصيلة دم الأم غير متناسبة مع فصيلة دم الجنين، فإنه من الضروري إجراء صبغة KB بعد ولادة الجنين الميت مباشرة، حيث أن خلايا الدم الحمراء الجنينية في هذه الحالة سيتم إزالتها بشكل سريع من دم الأم، مما قد يعطينا نتيجة خاطئة لصبغة KB حيث قد تظهر كمية النزيف الجنيني أقل مما هي في الواقع.
هناك الكثير من الاهتمام في الأبحاث العلمية فيما يتعلق بنتائج فحص KB الموجبة بشكل خاطئ عندما يتم أخذ عينة الدم من الأم بعد الولادة. ولكن بشكل عام هذه ليست مشكلة.
الولادة تؤدي إلى معدل أعلى في ضبط حالات النزيف الجنيني حتى البسيطة منها، ولكن هذا يجب أن لا يؤثر على عملية استنتاج أن النزيف الجنيني كان سبب وفاة الجنين داخل الرحم.
إنه من غير الضروري أن يتم أخذ عينة الدم من الأم قبل بدء تحفيز الولادة، أو قبل بدء الطلق، أو قبل عملية الولادة نفسها، أو خلال نزول المشيمة، الخ ... بالرغم من أن هذا ما تشير إليه بعض الأبحاث المنشورة.
ولكن إذا كانت الولادة بعملية قيصرية، فإن عدم أخذ عينة الدم من الأم قبل العملية سيؤدي إلى نتيجة موجبة بشكل خاطئ في 2% من الحالات.
وأخيراً، أي شيء يؤدي إلى وجود الهيموغلوبين الجنيني في خلايا الأم سيجعل عملية دراسة نتيجة الفحص أصعب.
ففي بعض الحالات التي تكون فيه الأم مصابة باعتلال في الهيموغلوبين، وأكثرها شيوعا هو أن تكون حاملة لجين خلية الدم الحمراء المنجلية، فإن هذا يؤدي إلى أن ينتج الجسم كمية أكبر من الهيموغلوبين الجنيني مما يؤثر على نتيجة الفحص.
بشكل عام، فإن هذه الحالة قد تؤدي إلى نتيجة خاطئة في اختبار KB في 1-3% من الحالات.